# Receptor 5-HT2A
Receptor 5-HT2A, receptor serotoninowy 2A – białko transbłonowe kodowane u człowieka genem HTR2A w chromosomie 13, locus 13q14-q21, należące do rodziny receptorów serotoninowych. Jest głównym pobudzającym receptorem sprzężonym z białkami G dla serotoniny.

## Funkcja
Gen HTR2A koduje wielokrotnie przechodzące przez błonę komórkową białko transbłonowe pełniące funkcję receptora dla serotoniny (5-hydroksytryptaminy) sprzężonego z białkiem G, którego pobudzenie podwyższa komórkowy poziom trifosforanu inozytolu (IP3) i diacyloglicerolu (DAG).

## Rozmieszczenie
Receptor 5-HT2A występuje w wielu strukturach ośrodkowego układu nerwowego: w korze nowej (głównie przedczołowej, ciemieniowej i somatosensorycznej) i guzkach węchowych. Ich najgęstsze rozmieszczenie w dendrytach końcowych neuronów piramidowych V warstwy kory mózgowej może mieć związek z modulacją procesów poznawczych, za pośrednictwem glutaminianu i szeregu receptorów (5-HT1A, GABAA, A1, AMPA, mGluR2/3, mGlu5 i OX2).
Występuje również w dużych ilościach w płytkach krwi.

## Znaczenie w psychofarmakologii
Aktywacja 5-HT2A jest głównym mechanizmem działania psychodelików takich jak LSD, psylocyna czy meskalina. Antagonizm wobec 5-HT2A jest obok antagonizmu D2 jednym z mechanizmów działania atypowych leków przeciwpsychotycznych. Regulacja w dół i odwrażliwienie postsynaptycznych receptorów 5-HT2A towarzyszy przyjmowaniu leków przeciwdepresyjnych z grupy selektywnych inhibitorów wychwytu zwrotnego serotoniny (SSRI) – efekt ten zbiega się w czasie z efektem terapeutycznym (zwykle po kilku tygodniach), przypuszcza się więc, że odgrywa rolę w działaniu przeciwdepresyjnym.

## Pełneagonisty
- 25I-NBOH[13]
- 25I-NBOMe[13]
- 2,5-dimetoksy-4-jodoamfetamina
- Bromo-DragonFLY[14]
- meksamina
- O-4310
- PHA-57378[15]
- TCB-2[16]

## Częścioweagonisty
- 25C-NBOMe
- metysergid
- OSU-6162
- 25CN-NBOH
- DMBMPP
- efawirenz
- meflochina
- lizuryd

## Antagonisty
- amperozyd
- arypiprazol
- asenapina
- blonanseryna
- brekspiprazol
- cyjamemazyna
- cyproheptadyna
- iloperidon
- kariprazyna
- ketanseryna
- klozapina
- kwetiapina
- LY-367,265
- MDL-100,907
- mianseryna
- mirtazapina
- nefazodon
- paliperydon
- rysperydon
- trazodon
- zyprazydon
- zotepina

## Odwrotne agonisty
- AC-90179
- nelotanseryna (APD-125)[17]
- epliwanseryna
- pimawanseryna
- wolinanseryna

## Genetyka
Odkryto ponad 250 polimorfizmów pojedynczego nukleotydu (SNP) w ludzkim genie HTR2A. Najważniejsze z nich to A-1438G (rs6311), C102T (rs6313) i His452Tyr (rs6314). Badania przeprowadzone na populacji Koreańczyków wykazały związek polimorfizmu A-1438G z dużą depresją i zaburzeniem afektywnym dwubiegunowym. Wykazano słaby związek polimorfizmu C102T z zachorowaniem na schizofrenię. Znaleziono związek częstości polimorfizmów T102C i C1354T u osób po próbach samobójczych.